# Thiomersal
Thiomersal (INN), ook wel thimerosal of natriumethylkwikthiosalicylaat genoemd, is een organokwikverbinding die als antisepticum en antimycoticum werd ingezet in onder meer vaccins, immunoglobulinen en preparaten voor oculaire of nasale toediening. Anno 2025 is deze stof niet meer aanwezig in de vaccins aangeboden in Nederland, en niet meer aanwezig in kindervaccins in België.
Thiomersal valt in het lichaam uiteen in ethylkwik en thiosalicylaat.
In sommige vaccins, waaronder het griepvaccin, wordt thiomersal als conserveermiddel verwerkt. Het gebruik van thiomersal in vaccins was in de 20e eeuw omstreden omdat er onvoldoende informatie beschikbaar was over de veiligheid en het een gelijkaardige structuur heeft als het neurotoxische methylkwik.
Omwille van misleidende beweringen, dat het de oorzaak was van het stijgend aantal gevallen van autisme, werd in 1999 aan de producenten van vaccins gevraagd om het niet langer in de vaccins voor kinderen te gebruiken.
Verder onderzoek wijst erop dat er geen verband is tussen ethylkwik en neurologische ontwikkelingsstoornissen. Er is niet aangetoond dat gevaccineerde kinderen vaker autisme hebben dan niet-gevaccineerde kinderen. Ook blijken mensen die een huidallergie hebben voor ethylkwik een vaccin met thiomersal net zo goed te verdragen als anderen.
Ethylkwik heeft een halveringstijd van 7 dagen, door uitscheiding via de ontlasting. Uit een empirische blinde test op 15 vrouwen met een even grote controlegroep bleek de halveringstijd zelfs rond de 5,6 te liggen. Door deze snelle uitscheiding en het metabolisme dat het ethylkwik omzet naar anorganisch kwik is opstapeling in het lichaam niet waarschijnlijk, doch altijd aanwezig. Uit onderzoek bij dieren blijkt dat ethylkwik, als het zich opstapelt, zich kan nestelen in de hersenen, wat vragen doet rijzen over de neurotoxiciteit als gevolg van vaccins met thiomersal. Resultaten uit onderzoek hiernaar wijzen op geen verband tussen ethylkwik en neurologische ontwikkelingsstoornissen.
Binnen het Nederlandse Rijksvaccinatieprogramma worden geen vaccins met tiomersal gebruikt. Thiomersal was nooit deel van de vaccins uit het standaard Rijksvaccinatieprogramma.